# Suplai, Bistrița-Năsăud
Suplai (popular Plai,  în maghiară Ciblesfalva) este un sat în comuna Zagra din județul Bistrița-Năsăud, Transilvania, România. La recensământul din 2002 avea o populație de 694 locuitori.
Vechea biserică greco-catolică de lemn din sat cu hramul vechi „Sfinții Apostoli Petru și Pavel", astăzi schimbat cu cel al „Sfinților Arhangheli Mihail și Gavril" se spune că ar fi mai veche de 1711, anul in care s-ar fi ridicat. În 1896-1897 a fost renovată și i s-a construit actualul turn-clopotniță.

## Imagini

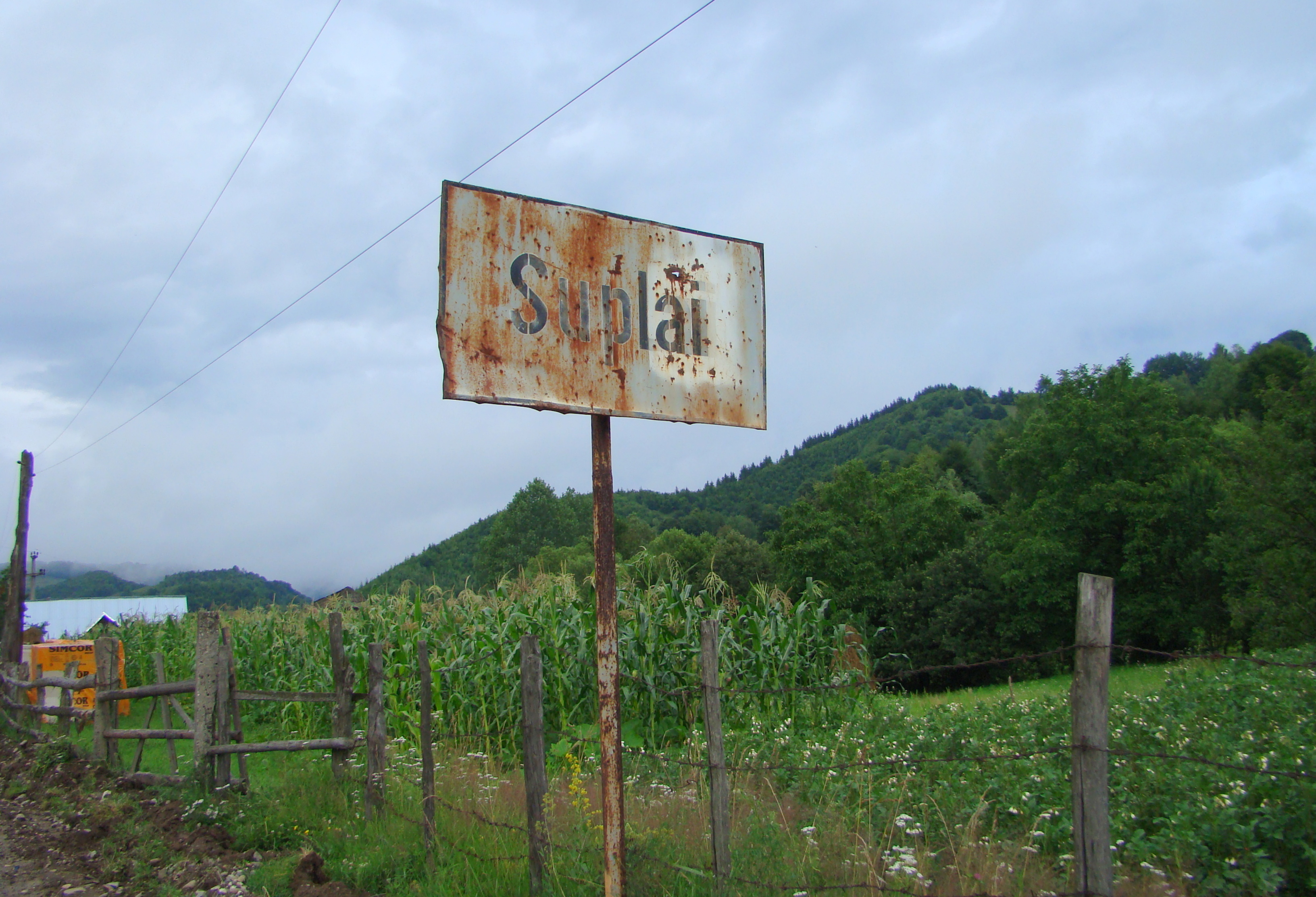
Intrarea în localitate
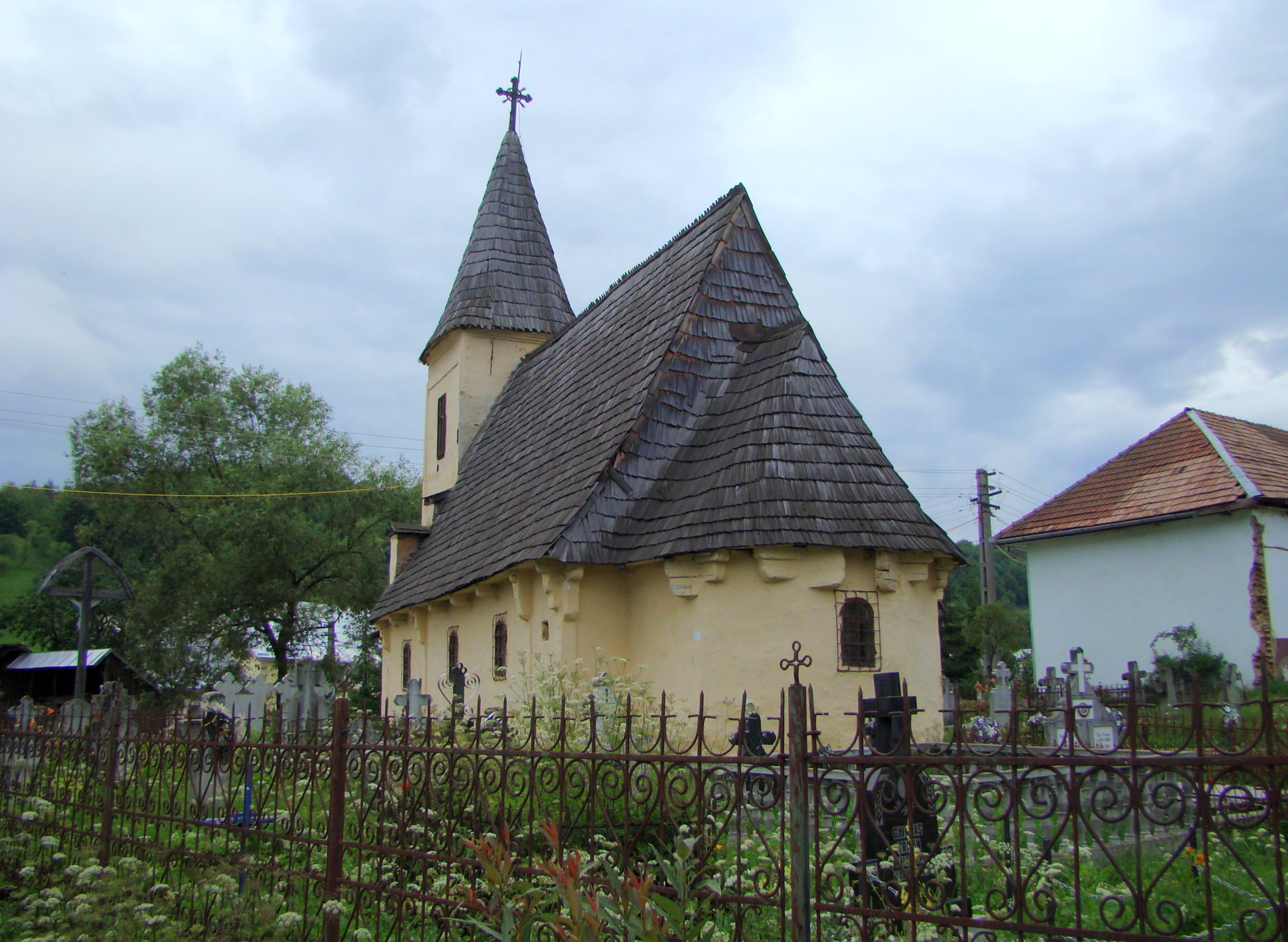
Biserica de lemn (monument istoric)
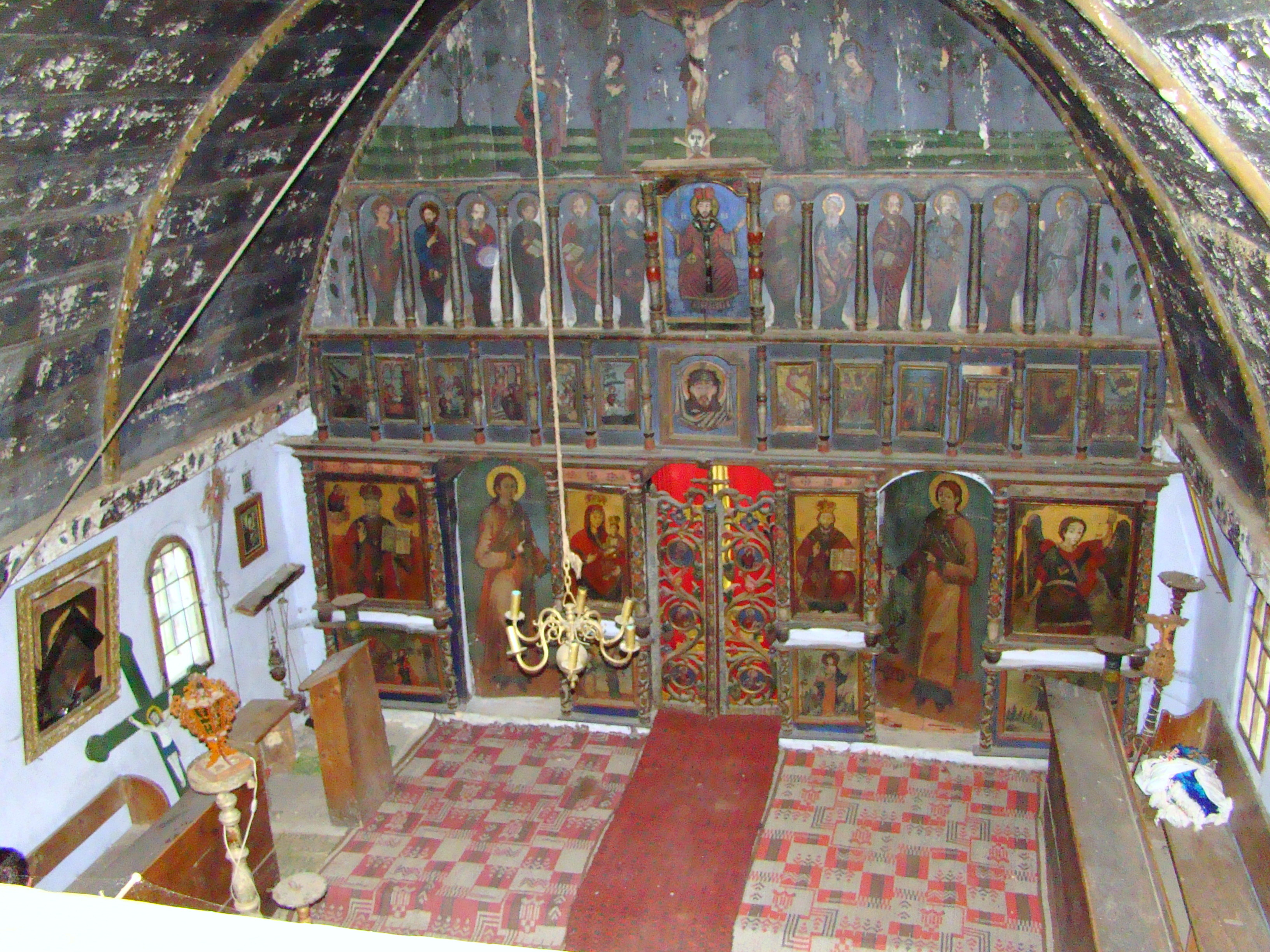
Biserica de lemn (monument istoric)
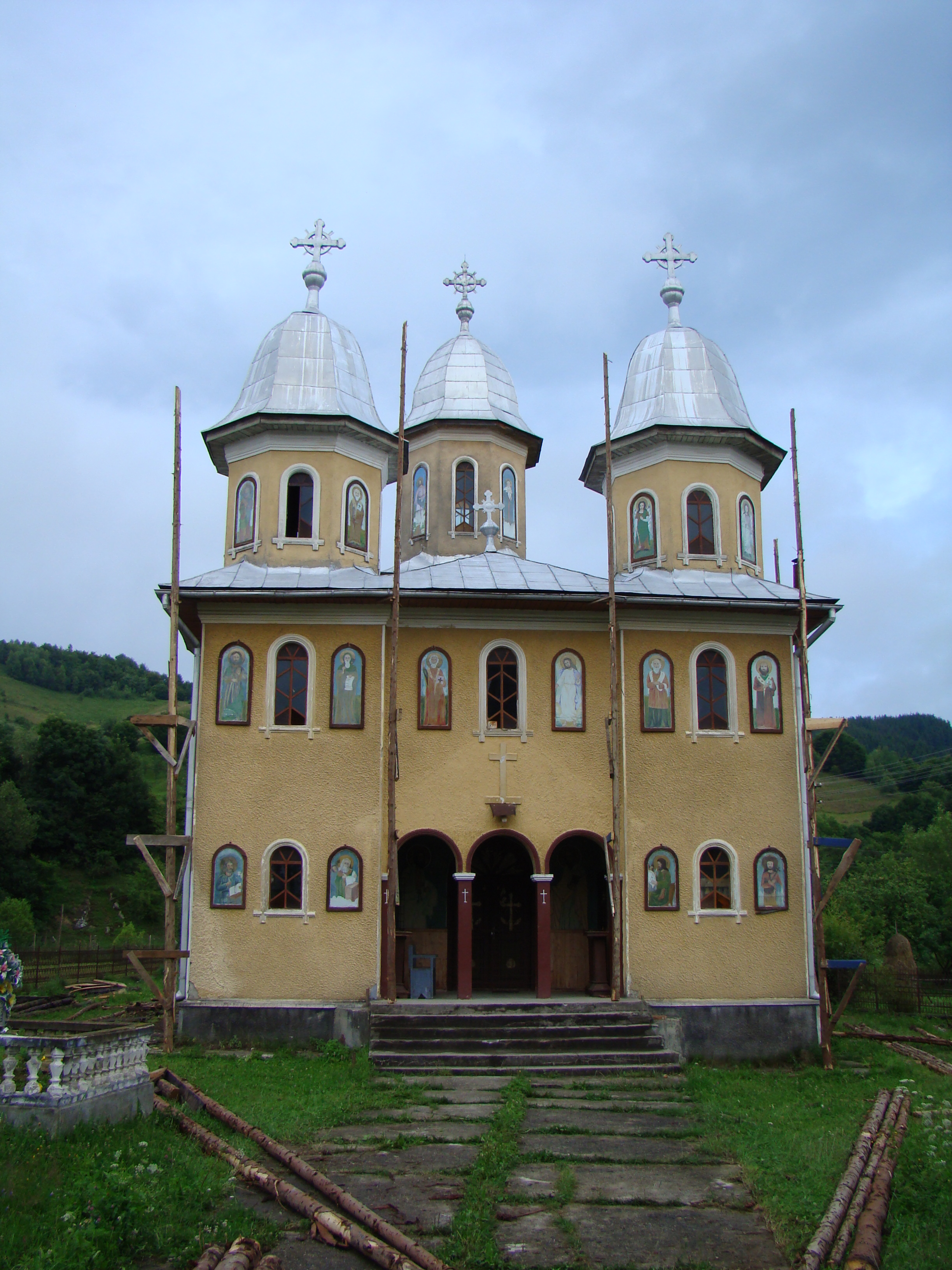
Biserica „Adormirea Maicii Domnului” construită între anii 1973-1975